# بخش بوندی
بخش بوندی (به انگلیسی: Bundi district) یک منطقهٔ مسکونی در هند است که در Kota division واقع شده‌است. بخش بوندی ۵٬۵۵۰ کیلومتر مربع مساحت و ۱٬۱۱۰٬۹۰۶ نفر جمعیت دارد.